# Mercedes Pulido
Mercedes Pulido   (Tovar, 22 de març de 1938 - Caracas, 23 d'agost de 2016) va ser una professora universitària, ambaixadora, psicòloga i política veneçolana.

## Biografia
Va estudiar llicenciatura en psicologia a la Universitat Nacional Autònoma de Mèxic.
Des de 1969 va ser professora titular de psicologia social a la Universitat Catòlica Andrés Bello, entre 1989 fins a 2004 professora de postgrau en tecnologia de la conducta i de ciències polítiques a la Universitat Simón Bolívar, i tant de psicologia entre 1972 fins 1978 com de dret entre 1972 fins 1979 a la Universitat Central de Veneçuela.
Va estar a càrrec de programes d'autoconstrucció, escoles rurals i capacitació en organització social en Cordiplan entre 1969 fins 1974. Entre el 1979 fins 1984 va ser ministra d'Estat per a la Participació de la Dona en el Desenvolupament, entre 1994 fins 1996 ministra de la Família, i entre 1989-1994 senadora de Veneçuela.
Entre 1984 fins a 1989 va ser membre de la comissió presidencial COPRE i presidenta de la comissió dels Drets de la Dona. El 1982 va participar en la reforma del Codi Civil iel 1983 a la Llei d'Adopció, a més d'impulsar el Projecte de Subsidis Familiars, Bon Alimentari el 1984, i va ser redactora de el projecte de Llei Sobre la Violència Familiar. Va formar part de les comissions de Política Interior, Educació, Salut i Pressupost.
El 1980 va ser cap de la delegació de la conferència mundial de la Dona realitzada a Copenhaguen, el 1994 a la conferència mundial Població i Desenvolupament realitzada al Caire, i el 1995 a la Cimera Mundial de Desenvolupament Social realitzada a Copenhaguen. Entre 1985 fins a 1989 va ser subsecretària adjunta de les Nacions Unides per al Desenvolupament Social i la Participació de la Dona en el Desenvolupament.
Entre 1996 al 2002 va ser directora de la revista SIC, i entre 1997 fins a 2003 va ser presidenta de l'Associació d'Scouts de Veneçuela. El 1997 va ser presidenta del Consell Executiu de la UNICEF a nivell internacional.
Va formar part del Consell Superior de la Universitat Metropolitana, del Consell Fundacional de la Universitat Catòlica Andrés Bello, i del Consell Superior de l'IESA. La John Dewey University Consortium dels Estats Units d'Amèrica li va atorgar el PhD honoris causa.